# Pissy-Pôville
Pissy-Pôville is een gemeente in het Franse departement Seine-Maritime (regio Normandië) en telt 1256 inwoners (1999). De plaats maakt deel uit van het arrondissement Rouen.

## Geografie
De oppervlakte van Pissy-Pôville bedraagt 11,2 km², de bevolkingsdichtheid is 112,1 inwoners per km².
De onderstaande kaart toont de ligging van Pissy-Pôville met de belangrijkste infrastructuur en aangrenzende gemeenten.

## Demografie
Onderstaande figuur toont het verloop van het inwonertal (bron: INSEE-tellingen).